# Glavni kuhar
Glavni kuhar (drugi nazivi: kuhar, šef kuhinje, kuhar), ponekada francuski kuhar cuisinier, chef de cuisine, (premier) chef, maître cuisinier, maître queux, engleski chef itd. osoba je koja je izravno podređena direktoru kuhinje u ugostiteljskom objektu. Njegov se posao sastoji uglavnom od organizacijskih zadataka (npr. Kupnja, sastavljanje jelovnika, izračunavanje, planiranje upotrebe osoblja), a u malim kuhinjama sudjeluje i u kuhanju.  Također ga se može okarakterizirati kao voditelja proizvodnje ugostiteljskog proizvodnog centra. 
Pruža profesionalno najzahtjevnije aktivnosti u kuhinji. Odgovoran je za organizaciju rada i kontrolu tima djelatnika u kuhinji, kakvoću pripremljenih obroka i poštovanje gastronomskih pravila. U praksi primjenjuje klasične i moderne trendove u ugostiteljstvu. 
Odgovoran je, između ostalog, za ekonomsko upravljanje kuhinjom, tj. j. posebno za potrošnju hrane i troškove kuhanja, za učinkovitu i ekonomičnu izradu (dizajn) jelovnika, za izračunavanje i odabir potrebnih sastojaka, za pravodobnu i dovoljnu opskrbu kuhinje potrebnim sastojcima itd. 
U malim kuhinjama također je uključen u kuhanje. 
Glavni kuhar izravno je podređen zamjeniku glavnog kuhara, koji se naziva "sous-chef", i "chef de partie" (na hrvatskom: glavni kuhar ili jednostavno kuhar), koji je šef odjela ili. gastronomski segment unutar kuhinje (npr. šef odjela za predjela).